# نبرد ایمفال
نبرد ایمفال (انگلیسی: Battle of Imphal) یکی از نبردهای جنگ جهانی دوم بود که از مارس تا ژوئیه ۱۹۴۴ در منطقه اطراف شهر ایمفال، پایتخت ایالت مانیپور در شمال شرق هند پایتخت ایالت مانیپور از مارس تا ژوئیه ۱۹۴۴ اتفاق افتاد. امپراتوری ژاپن تلاش کرد تا نیروهای متفقین را در ایمفال نابود کنید و به راج بریتانیا حمله کند، اما با تلفات سنگین به برمه (میانمار) رانده شد. همراه با نبرد همزمان نبرد کوهیما در جاده ای که نیروهای متفقین محاصره شده در ایمفال از طریق آن خلاص شدند. این نبرد نقطه عطف نبرد برمه، بخشی از جبهه جنوب شرقی آسیای جنگ جهانی دوم بود. شکست ژاپنی‌ها در کوهیما و ایمفال بزرگ‌ترین شکست ژاپن تا آن زمان بود که بسیاری از ژاپنی‌ها با مرگ و میرهای ناشی از گرسنگی، بیماری و خستگی، در طول عقب‌نشینی‌شان متحمل شدند. در سال ۲۰۱۳ بر اساس رای‌گیری ای که توسط موزه ارتش ملی برگزار شد، نبرد ایمفال به عنوان بزرگ‌ترین نبرد بریتانیا نامیده شد.

## وضعیت

### زمینه
در مارس ۱۹۴۳، فرماندهی ژاپن در برمه دوباره سازماندهی شد. یک ستاد جدید، ارتش منطقه برمه، زیر نظر سپهبد ماساکازو کاوابه ایجاد شد. یکی از تشکیلات تابعه آن که مسئول بخش مرکزی جبهه رو به ایمفال و آسام بود، ارتش پانزدهم (ژاپن) بود. ژنرال رنیا موتاگوچی در مارس ۱۹۴۳ به فرماندهی این ارتش منصوب شد. از لحظه ای که او فرماندهی را شروع کرد، موتاگوچی به شدت از حمله به هند حمایت می‌کرد. انگیزه‌های او برای انجام این کار نامشخص به نظر می‌رسد. او از زمان حادثه پل مارکو پولو در سال ۱۹۳۷، نقش مهمی در چندین پیروزی ژاپن ایفا کرده بود و معتقد بود که این سرنوشت او این بود که در نبرد سرنوشت‌ساز جنگ برای ژاپن پیروز شود. او همچنین ممکن است توسط اولین چیندیت‌ها (یکی از لشکرهای هندی ارتش انگلستان) تشویق شده باشد، حمله ای که در پشت خطوط ژاپنی توسط بریتانیایی‌ها تحت فرمان آورد وینگیت در اوایل سال ۱۹۴۳ آغاز شد. مرگ چیندیت‌ها در اثر بیماری و خستگی، احتمالاً باعث می‌شود موتاگوچی و برخی از کارکنانش مشکلاتی را که بعداً با آن مواجه خواهند شد دست کم بگیرند.
در آغاز سال ۱۹۴۴، جنگ در چندین جبهه علیه ژاپنی‌ها جریان داشت. آنها در مرکز و جنوب غربی اقیانوس آرام عقب رانده می‌شدند و کشتی‌های تجاری آنها توسط زیردریایی‌ها و هواپیماهای متفقین مورد حمله قرار می‌گرفتند. در آسیای جنوب شرق آسیا، آنها در طول سال گذشته خطوط خود را حفظ کرده بودند، اما متفقین در حال تدارک چندین حمله از هند و استان چین یون‌نان به برمه بودند. به‌طور خاص، شهر ایمفال در مانیپور در مرز با برمه برای تبدیل شدن به یک پایگاه لجستیکی قابل توجه متفقین، با فرودگاه‌ها، اردوگاه‌ها و انبارهای تدارکات ساخته شد. ایمفال از طریق جاده ای که به طول ۱۰۰ مایل (۱۶۰ کیلومتر) از تپه‌های شیب‌دار و جنگلی ناگا هیلز می‌پیچید، به پایگاه بزرگتری در دیماپور در دره رود براهماپوترا متصل شد.

## برنامه‌ریزی تهاجمی ژاپن
مقاله اصلی: عملیات یو-گو

### لشکرکشی ایمفال و کوهیما
موتاگوچی قصد داشت با پیشروی به دره براهماپوترا از تصرف ایمفال برنامه‌ریزی شده خود، سوء استفاده کند. این امر خطوط ارتباطی متفقین را به جبهه در شمال برمه، جایی که فرماندهی منطقه رزمی شمالی به رهبری آمریکا در تلاش برای ساخت جاده لدو برای اتصال زمینی هند و چین بود، و به فرودگاه‌هایی که چینی‌های ملی‌گرا تحت رهبری جیانگ جیه شی از طریق یک خط هوایی بر فراز هامپ (کوه‌های هیمالیا) را تأمین می‌کرد، قطع می‌کرد. اگرچه کارکنان ارتش منطقه برمه و گروه ارتش اعزامی جنوبی (فرماندهی عالی نیروهای ژاپنی در جنوب شرقی آسیا و جنوب اقیانوس آرام) نسبت به مقیاس عملیات پیشنهادی موتاگوچی ملاحظاتی داشتند، اما در نهایت با حمایت مداوم او موضوع را مورد توجه قرار دادند. سرانجام، نخست‌وزیر هیدکی توجو و ستاد کل امپراتوری موافقت خود را با این طرح اعلام کردند.